# Spital-Frenking + Schwarz Architekten
Spital-Frenking + Schwarz Architekten | Stadtplaner | BDA - PartG mbB (kurz: SFS) ist ein von den deutschen Architekten Oskar Spital-Frenking und Michael Schwarz geführtes Architekturbüro mit Standorten in Lüdinghausen und Dortmund.

## Gründer
Oskar Spital-Frenking (* 1960 in Dortmund) studierte Architektur an der Universität Dortmund. Sein Diplom machte er bei Josef Paul Kleihues. Nach Tätigkeiten in dem Architekturbüro H. Pfeiffer und C. Ellermann und Partner in Lüdinghausen wechselte Spital-Frenking in die Selbständigkeit. Seit 1994 ist er Mitglied des BDA-Landesvervandes NRW.
1998 gründete er zusammen mit Michael Schwarz als Partner das Architekturbüro Spital-Frenking + Schwarz in Lüdinghausen.
Von 1997 bis 2023 war er Professor an der Hochschule Trier, Fachbereich Architektur, und leitete dort den Aufbaustudiengang Baudenkmalpflege.
Neben seiner Mitgliedschaft der Monitoringgruppe von ICOMOS Deutschland und der Großen Archäologischen Trierkommission ist er ebenfalls Mitglied im Gestaltungsbeirat der Städte Herne, Kamp-Lintfort, Dortmund und Rheine sowie im Denkmalbeirat der Stadt Trier. Zudem übernimmt er Preisrichtertätigkeiten in Wettbewerbsverfahren. Oskar Spital-Frenking ist im Mobilen Baukulturbeirat für Westfalen tätig.
Michael Schwarz (* 1964 in Castrop-Rauxel) studierte ebenfalls Architektur an der Universität Dortmund. Sein Diplom machte er bei Hans Busso von Busse, für das er einen Förderpreis des BDA-Ruhrgebiet erhielt. 1995 gründete Schwarz sein eigenes Architekturbüro und begann zeitgleich eine Tätigkeit als Assistent am Lehrstuhl für Entwerfen und Industriebau der Universität Dortmund.
1998 gründete er zusammen mit Oskar Spital-Frenking als Partner das Architekturbüro Spital-Frenking + Schwarz in Lüdinghausen. Ab 2000 war Schwarz Assistent am Lehrstuhl für Gebäudelehre an der Universität Dortmund. Am selben Lehrstuhl übernahm er 2012 die Vertretungsprofessur. Seit 2018 ist Schwarz Inhaber des Lehrstuhls „Internationale Frühjahrsakademie“ der TU Dortmund. Seit 2023 ist er zusätzlich Vertretungsprofessor für den Lehrstuhl „Bauen im Bestand und Denkmalpflege“ der Hochschule Trier. Neben seiner Mitgliedschaft in der Deutschen Akademie für Städtebau und Landesplanung sowie im Bauforum Unna ist Schwarz Mitglied im Gestaltungsbeirat der Stadt Coesfeld und im Mobilen Baukultur-Beirat des LWL sowie Gründungsmitglied des Gestaltungsbeirats der Stadt Bochum. Zudem übernimmt Schwarz Preisrichtertätigkeiten in Wettbewerbsverfahren.
2018 eröffneten Spital-Frenking und Schwarz einen zweiten Bürostandort im Baukunstarchiv NRW in Dortmund.

## Ausgewählte Projekte
(Neubauten und Restaurierungen)
- Ostwall-Grundschule, Lüdinghausen
- Richard-von-Weizsäcker-Berufskolleg, Lüdinghausen
- Schulen an der Rheinbabenstraße, Wesel
- Ernst-Immel-Realschule, Marl[7]
- Adolf-Grimme-Institut, Marl
- Geschwister-Scholl-Gesamtschule (von Hans Scharoun), Lünen[8][9][10]
- „Kubus“, Lüdinghausen
- Gemeindehaus St. Dionysius, Dortmund-Kirchderne
- Stever-Hotel, Lüdinghausen
- Uhland-Gymnasium, Tübingen
- Baukunstarchiv NRW, Dortmund[11]
- Europazentrale TEDi, Dortmund
- Parkhaus, Dortmund („Längste 3D-Membranfassade der Welt“)[12]
- Schievenfeld-Siedlung, Gelsenkirchen
- Schloss Cappenberg, Selm-Cappenberg
- Altstädter Schule (von Otto Haesler), Celle[13]
- Ev. Stadtkirche St. Petri, Dortmund

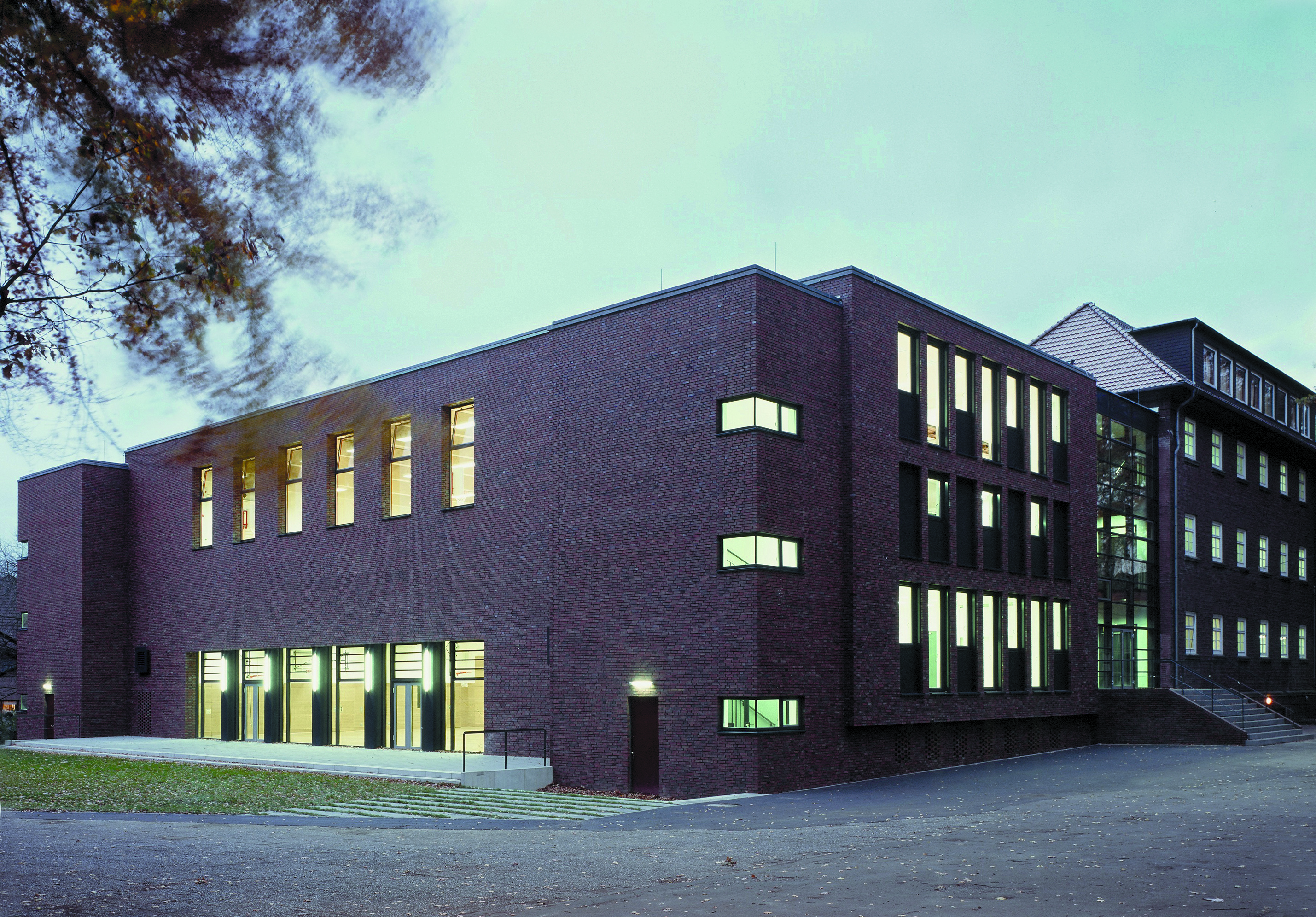
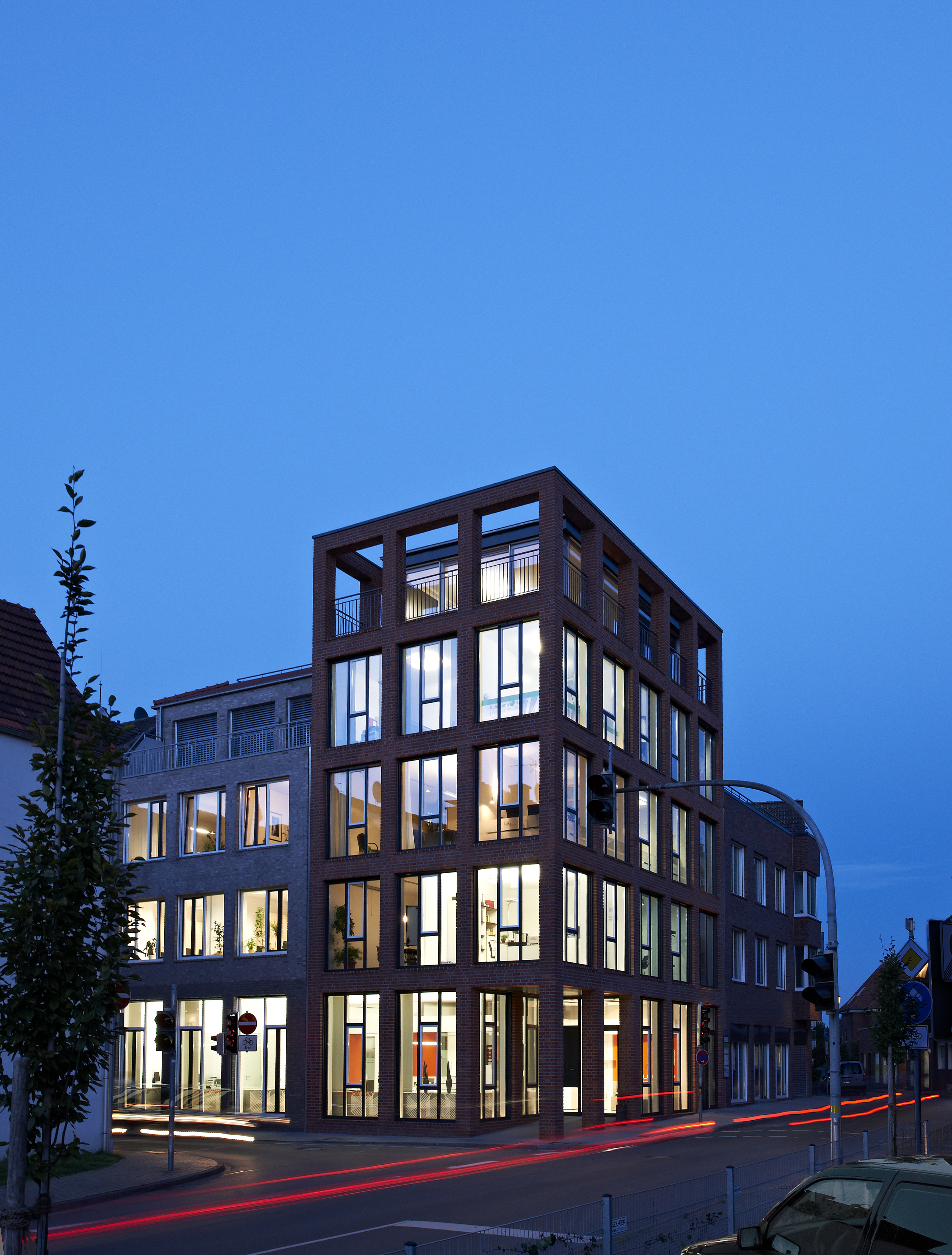
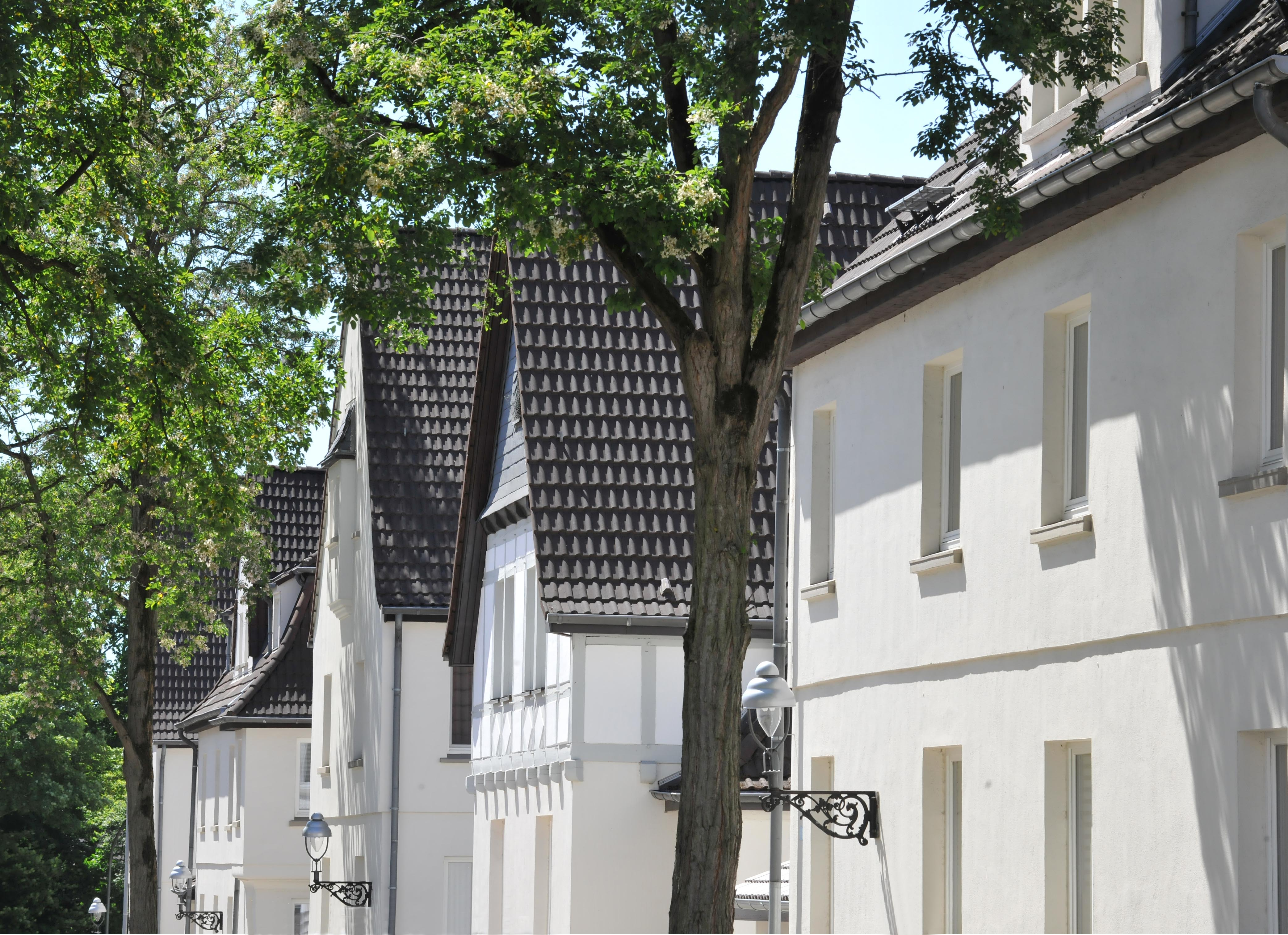
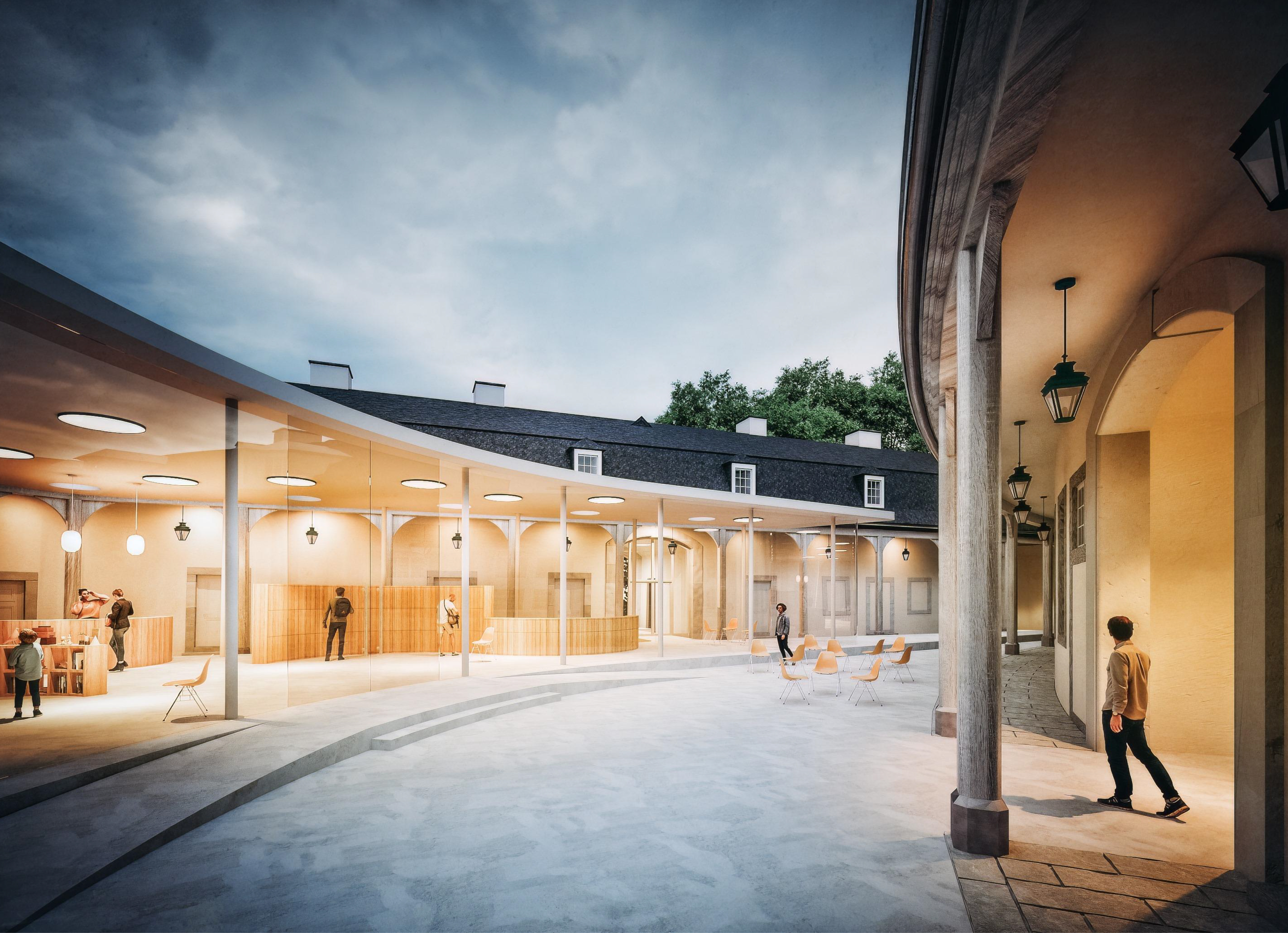

- Schloss Benrath, Düsseldorf
- Schloss Nordkirchen, Nordkirchen

## Auszeichnungen  (Auswahl)
- 2023: BDA-Auszeichnung Dortmund Hamm Unna für die Innenraumsanierung der Ev. Stadtkirche St. Petri in Dortmund[14]
- 2020: BDA-Auszeichnung Dortmund Hamm Unna für den Umbau des Baukunstarchiv NRW in Dortmund[15]
- 2017: BDA-Auszeichnung Dortmund Hamm Unna für den Neubau des Gemeindehauses St. Dionysius in Dortmund-Kirchderne[16]
- 2016: Shortlist Nike BDA-Architekturpreis (national) in der Kategorie Neuerung für die Instandsetzung der Geschwister-Scholl Schule in Lünen[17]
- 2015: BDA-Auszeichnung NRW für die Sanierung der Geschwister-Scholl-Gesamtschule in Lünen[17]
- 2014: BDA-Auszeichnung Dortmund Hamm Unna für die Sanierung der Geschwister-Scholl-Gesamtschule in Lünen[17]
- 2013: Schulbaupreis NRW für die Sanierung der Geschwister-Scholl-Gesamtschule in Lünen[18]
- 2009: Westfälisch-Lippischer Preis für Denkmalpflege für die Instandsetzung und den Umbau des Adolf-Grimme-Instituts in Marl[19]
- 2006: BDA-Auszeichnung Vest für die Sanierung des Adolf-Grimme-Instituts in Marl[20]
- 2006: BDA-Auszeichnung Vest für die Erweiterung der Ernst-Immel-Realschule in Marl[21]
- 2003: BDA-Auszeichnung Rechter Niederrhein für die Schulneubauten an der Rheinbabenstraße in Wesel
- 2003: BDA-Auszeichnung Münsterland für den Neubau des Richard-von-Weizsäcker-Berufskollegs

## Nachweise
1. ↑  Mitglieder der Monitoring-Gruppe (Stand 14.7.2023), Deutsches Nationalkomitee von ICOMOS e.V., abgerufen am 10. Dezember 2024
2. ↑  Herr Prof. Oskar Spital-Frenking, Gestaltungsbeirat der Stadt Herne, abgerufen am 10. Dezember 2024.
3. ↑  Büro | Spital-Frenking + Schwarz | Architekten | Stadtplaner | BDA. Abgerufen am 7. November 2024.
4. ↑  Mobiler Baukulturbeirat für Westfalen, Aktualisierung 2024, abgerufen am 10. Dezember 2024.
5. ↑  Büro | Spital-Frenking + Schwarz | Architekten | Stadtplaner | BDA. Abgerufen am 7. November 2024.
6. ↑  Gebaut | Spital-Frenking + Schwarz | Architekten | Stadtplaner | BDA. Abgerufen am 7. November 2024.
7. ↑  Ulrich Brinkmann: : ein Zwanziger-Jahre-Bau. In: Bauwelt 31. 2008, abgerufen am 10. Dezember 2024.
8. ↑  BAUWELT - Geschwister-Scholl-Gesamtschule. Abgerufen am 10. Dezember 2024.
9. ↑  M. V. S. Import: Dem Original verpflichtet. 30. November 2013, abgerufen am 10. Dezember 2024.
10. ↑  Publikation_AIT-5-13 | Spital-Frenking + Schwarz | Architekten | Stadtplaner | BDA. Abgerufen am 10. Dezember 2024.
11. ↑  Bund Deutscher Architektinnen und Architekten BDA » Das neue Baukunstarchiv NRW – Sturm auf ein geliebtes und gerettetes Haus. Abgerufen am 10. Dezember 2024.
12. ↑  Die längste 3D-Membranfassade der Welt hängt in Dortmund. Abgerufen am 12. November 2024 (deutsch).
13. ↑  Bauen, um das Bauen voranzubringen - Deutsche BauZeitschrift – die Architekturfachzeitschrift. Abgerufen am 10. Dezember 2024.
14. ↑  Annika Wienhölter: Renommierte Architekten loben Arbeit. Abgerufen am 7. November 2024.
15. ↑  T. U. Dortmund: Baukunstarchiv NRW erhält Architekturpreis. 18. Dezember 2020, abgerufen am 7. November 2024.
16. ↑  Bund Deutscher Architektinnen und Architekten BDA » Neubau Gemeindezentrum St. Dionysius, Dortmund. Abgerufen am 7. November 2024.
17. 1 2 3  Bund Deutscher Architektinnen und Architekten BDA » Bauliche und energetische Instandsetzung der Geschwister-Scholl-Schule, Lünen. Abgerufen am 7. November 2024.
18. ↑  BauNetz: Von Aachen bis Wipperfürth - Schulbaupreis NRW 2013 verliehen. 19. September 2013, abgerufen am 7. November 2024.
19. ↑  Hartmut Ochsmann / Ulrich  Reinke / Danae Votteler: Westfälisch-Lippischer-Preis für Denkmalpflege 2009. In: LWL-Amt für Denkmalpflege in Westfalen (Hrsg.): Denkmalpflege in Westfalen-Lippe. 16. Jahrgang, Heft 1/10. Ardey-Verlag, Münster 2010, S. 31 ff.
20. ↑  Adolf Grimme Institut Marl. Abgerufen am 7. November 2024 (englisch).
21. ↑  Bund Deutscher Architektinnen und Architekten BDA » Erweiterung der Ernst-Immel-Realschule in Marl. Abgerufen am 7. November 2024.